# 卡梅尔山圣母大教堂
卡梅尔山圣母大教堂是位于马耳他首都瓦莱塔的一座罗马天主教堂。它是联合国教育、科学及文化组织世界遗产的一部分。

## 最初的教堂
第一座教堂是當地人为圣母玛利亚而建。它是在1570年左右根据Girolamo Cassar的设计建造的。17世纪，加尔默罗会接管了教堂。1852年，朱塞佩·博纳维亚重新设计了教堂外墙。1895年5月15日，教皇良十三世将该教堂提升为小圣堂。教堂在第二次世界大战期间被严重损坏，因而不得不重建。

## 現今的教堂

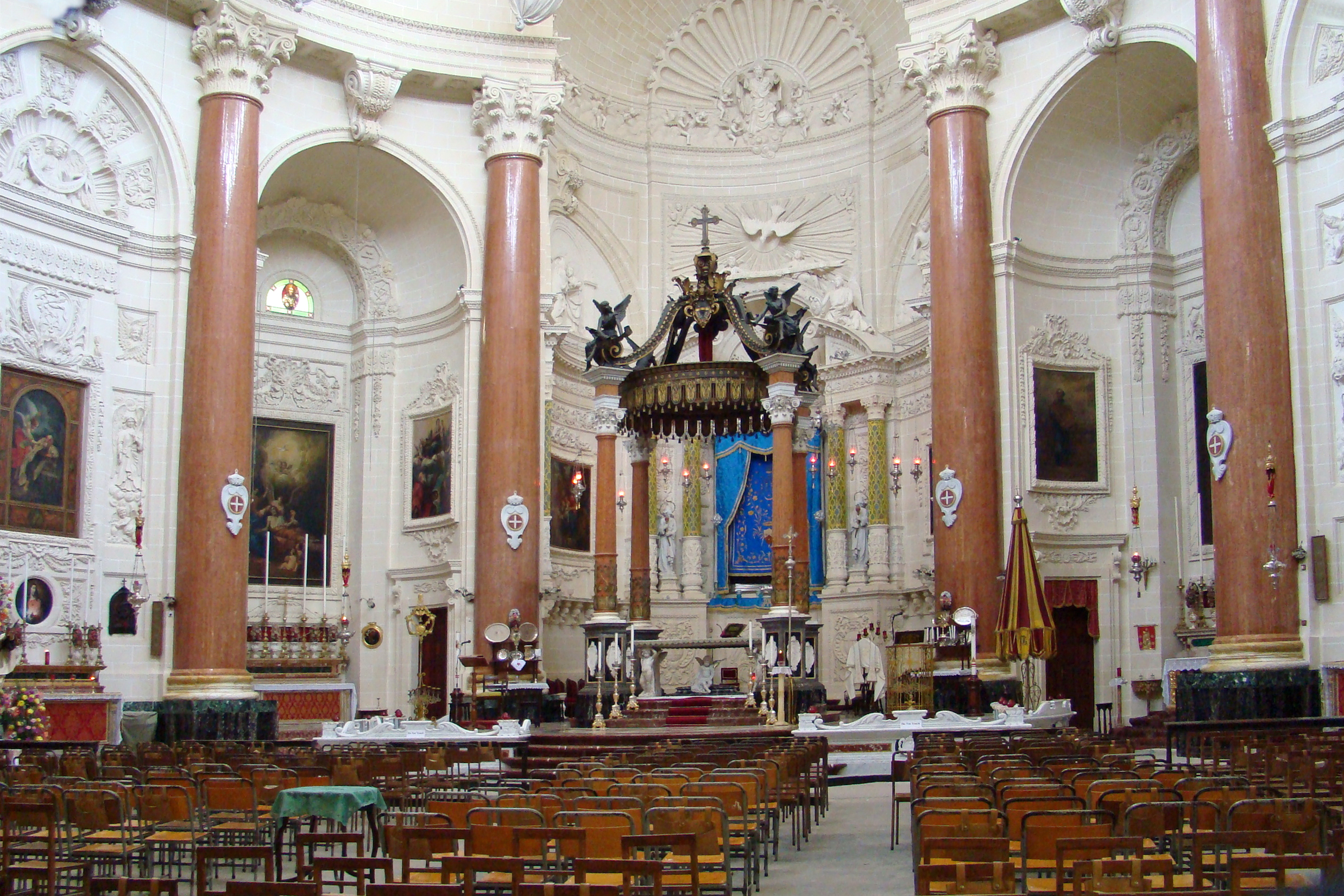
教堂内部

新教堂建于1958年至1981年。它于1981年被祝聖。教堂建筑後被列入马耳他群岛国家文化财产名录。 教堂有一個42米高的椭圆形圆顶。它比教堂附近的圣保罗代座堂的尖塔还要高。教堂內部有一幅可追溯到17世纪初的卡梅尔山圣母画作以及红色大理石柱。教堂入口处陈列着卡特琳娜·维塔莱和卡特琳娜·斯卡皮的墓碑。 